# 康乐镇
康乐镇，是中华人民共和国重庆市奉节县下辖的一个乡镇级行政单位。

## 行政区划
康乐镇下辖以下地区：
郭家社区、石龙社区、横路村、长沙村、木耳村、平皋村、山根村、雪花村、南天村、铁佛村、河水村、七星村、附马村、李坪村、土坎村、朝阳村和阳北村。